# Baby James Harvest
Baby James Harvest is het vierde studioalbum van Barclay James Harvest. De titel verwijst naar de platenhoes (baby Boo Cottrell van ontwerper Julian in een bloempot) en een knipoog naar het album Sweet Baby James van James Taylor.

## Inleiding
Het album werd opgenomen rond september 1972 in de Strawberry Studios van 10cc en de Abbey Road Studios van EMI Music. De werktitel daarbij was Four winds; verwijzend naar de vier leden. De band ging voor een dubbelalbum waarbij elke plaatkant aandacht zou vragen voor een van de leden. Dat idee werd gaandeweg (deels) losgelaten. Lees, Holroyd en Pritchard waren bezig in de Strawberry Studios, terwijl Woolstenholme het merendeel van de studiotijd doorbracht in de Abbey Road Studios. Dat laatste liep uit, want Wolstenholme wilde een (grotendeels) orkestwerk daar opnemen, als ook orkestpartijen voor de rest van het album. Hij had het hoog in de bol, want verwees naar Gustav Mahler. Nadat die opnamen klaar waren bleken ze niet te passen bij de systemen van Strawberry. Wolstenholmes werk liep zo uit, dat zijn bijdrage aan dit album eronder leed. Uiteindelijk zou de gehele band slechts op twee nummers te horen zijn, op Moonwater is zelfs alleen Wolstenholme te horen.
Het album had voorts te lijden onder de vele optredens die BJH moest verzorgen om de financiële toestand leefbaar te houden. Zo moest er een aantal concerten verzorgd worden in Zuid-Afrika, dat de band wel inkomsten bracht, maar veel fans haakten af. Ze zagen liever niet dat BJH optrad in het land van Apartheid. Harvest wilde tegelijkertijd inkomsten genereren om de schuldenlast van de band te verkleinen. Dit had onder meer tot gevolg dat het Barclay James Harvest Orchestra niet (meer) bij elk concert ingeschakeld werd.
Lees omschreef Baby James Harvest later als een schizofreen album, de term stond toen nog voor gespleten persoonlijkheid. Hij vond eigenlijk dat het niet uitgegeven had moeten worden ("wipe the tapes"). Ook in de terugblik bij heruitgave 2002 keek men erop terug als het slechtste album van de vier uitgegeven door Harvest. Het enige nummer dat enigszins overeind bleef was Summer soldier, een protestlied over wapengekletter met in het achterhoofd The Troubles in Noord-Ierland.
Harvest bracht rondom het album nog vier singles uit om “geld op te halen”, maar geen van de vier, waarvan de drie I'm over you, Breathless en Rock and roll woman het album niet eens haalden, raakte in de hitlijsten. Datzelfde gold voor het album.

## Musici
- John Lees – zang, gitaar
- Les Holroyd – zang, basgitaar
- Woolly Wolstenholme – zang, toetsen
- Mel Pritchard – drumstel
- Barclay James Harvest - orkest onder leiding van Martyn Ford met arrangementen van Ford en John Bell; in Delph Town morn stond Brian Day voor het arrangement en het orkest..

## Muziek
| Nr. | Titel                      | Duur |
| --- | -------------------------- | ---- |
| 1.  | Crazy (over you) (Holroyd) | 3:58 |
| 2.  | Delph Town morn (Lees)     | 4:33 |
| 3.  | Summer soldier (Lees)      | 9:58 |

| Nr. | Titel                                     | Duur |
| --- | ----------------------------------------- | ---- |
| 1.  | Thank you (Lees)                          | 4:11 |
| 2.  | One hundred thousand smiles out (Holroyd) | 5:49 |
| 3.  | Moonwater (Woolstenholme)                 | 7:01 |

## Nasleep
Ook in de (voor)zomer van 1973 stond een reeks concerten gepland. Daarvan gingen de Europese concerten niet door, zodat een kleine toer in het Verenigd Koninkrijk overbleef. Na de slechte resultaten kwam het tot een breuk met platenlabel en management. Die breuk zorgde ervoor dat Lees’ soloalbum A major fancy op de plank belandde en de solo-aspiraties van Holroyd voorgoed de ijskast ingingen. In januari 1974 tekende BJH bij Polydor; het zou een langlopend en succesvol contract worden, dat laatste vooral met 1977-album Gone to earth.
Alhoewel destijds matig ontvangen werd het in het eerste kwart van de 21e eeuw regelmatig opnieuw uitgegeven, al dan niet met bonustracks bestaande uit de vier singles en een nieuwe mix van Moonwater uit 2002. De uitgave van Esoteric Recordings werd opgerekt tot vier compact discs en een dvd.